# Länsväg 345
Länsväg 345 går mellan Ramsele och Strömsund.
Vägen går i Västernorrlands och Jämtlands län. Den är 63 km lång.

## Trafikplatser och korsningar
|  | Nr | Namn      | Skyltning                |
|  | -- | --------- | ------------------------ |
|  |    | Ramsele   | 331 Timrå Backe          |
|  |    | Strömsund | E45 Östersund Arvidsjaur |

## Historia
Vägen gavs numret 345 på 1940-talet då vägnummer infördes i Sverige. Dock var de närmaste 5 km från Strömsund väg 343 som gick Östersund–Karesuando. Dessa 5 km blev väg 345 då 343:an drogs över Strömsundsbron 1956. De närmaste 9 km från Ramsele var på 1940-talet väg 341 som då gick Näsåker – Ramsele – Hammerdal – Lillholmsjö. Väg 341 upphörde som nummerskyltad väg på 1980-talet. I övrigt går väg 344 i samma sträckning som på 1940-talet, förutom vissa uträtningar som gjorts.